# (7978) Niknesterov
(7978) Niknesterov (1978 SR4) – planetoida z pasa głównego asteroid okrążająca Słońce w ciągu 3,16 lat w średniej odległości 2,15 j.a. Odkryta 27 września 1978 roku przez Ludmiłę Ivanowną Czernych z Krymskiego Obserwatorium Astronomicznego.